# Michel Turler
Michel Turler, švicarski hokejist, * 14. maj 1944, La Chaux-de-Fonds, Neuchâtel, Švica, † 8. april 2010, Švica. 
Turler je bil dolgoletni hokejist kluba HC La Chaux-de-Fonds v švicarski ligi, s katerim je osvojil sedem naslovov švicarskega državnega prvaka, od tega šest zapored, kasneje je igral tudi za klub EHC Biel. V klubu HC La Chaux-de-Fonds so upokojili Turlerjev dres s številko 10.
Bil je tudi dolgoletni član švicarske reprezentance, za katero je skupno odigral 110 tekem, dosegel pa 54 golov. Na Svetovnem prvenstvu skupine B 1971 je na odločilni tekmi za napredovanje v elitno skupino proti vzhodnonemški reprezentanci dosegel dva gola, bil je tudi najboljši napadalec prvenstva in izbran v idealno postavo. Na Olimpijskih igrah 1972 je bil s štirimi goli prvi strelec svoje reprezentance. Umrl je leta 2010 v petinšestdesetem letu starosti za rakom.